# Лафайет, Мари Мадлен де
Мари-Мадлен де Лафайет (урождённая Мари-Мадлен Пиош де ла Вернь, фр. Marie-Madeleine Pioche de La Vergne; по мужу графиня де Лафайет, фр. Comtesse de La Fayette; в русской традиции часто просто госпожа де Лафайет или мадам де Лафайет; 18 марта 1634, Париж, Королевство Франция — 25 мая 1693, там же) — французская писательница, известная своим романом «Принцесса Клевская» (1678). Её перу принадлежат также новеллы «Принцесса де Монпансье» и «Графиня Тандская», мемуары «История Генриетты Английской».

## Биография
Происходила из небогатого, но весьма знатного рода. Раннее детство Мари-Мадлен прошло в Гавре; с 1640 года семья вернулась в Париж. Отец её скончался в 1649 году; годом позже мать сочеталась вторым браком с Рено де Севинье, дядей мадам де Севинье; в 1652 году состоялось знакомство двух будущих писательниц. В 16 лет Мари-Мадлен начала брать уроки итальянского языка и латыни у писателя и филолога Жиля Менажа. Менаж (он в конце концов влюбился в свою юную ученицу) не только приохотил её к занятиям литературой, но и ввёл в наиболее значительные литературные салоны эпохи — салон мадам де Рамбуйе и салон Мадлен де Скюдери. В 1655 году Мари-Мадлен вступила в брак с Жаном-Франсуа Мотье, графом де Лафайетом и уехала вслед за ним в имение в Оверни, откуда возвращается в 1659 году — и, поселившись снова в Париже, погружается в гущу литературной жизни. Около 1665 года начались близкие (но, возможно, платонические) отношения мадам де Лафайет с Ларошфуко, который познакомил её со всеми виднейшими литераторами эпохи, от Расина до Буало.
После смерти Ларошфуко в 1680 году и своего мужа в 1683 году мадам де Лафайет вела более уединённый образ жизни и не публиковала новых сочинений.

## Творчество
В 1662 году анонимно публикуется первая психологическая новелла мадам де Лафайет, «Принцесса де Монпансье» (фр. La Princesse de Montpensier), действие которой — как затем и «Принцессы Клевской» — отнесено к XVI веку. Но, строго говоря, её первым сочинением следует считать небольшой словесный портрет мадам де Севинье, опубликованный в коллективном сборнике «Различные портреты» (фр. Divers portraits, 1659). В 1669—1671 годы появляются два тома «мавританского» романа Лафайет «Заида» (фр. Zaïde), напечатанного за подписью Жана Реньо де Сегре. Однако, с точки зрения современных исследователей, «Заида» — насыщенная приключениями и вставными новеллами и в целом выдержанная в традициях романа барокко — является плодом совместного творчества мадам де Лафайет, Сегре, Юэ и Ларошфуко. Мадам де Лафайет поддерживала близкие отношения с принцессой Генриеттой Английской, дочерью короля Карла I; она посвятила ей мемуары «История Генриетты Английской», впервые опубликованные лишь в 1720 году в Амстердаме. Мемуары представляют не только историческую, но и литературную ценность, в особенности их заключительная часть («Рассказ о смерти Мадам»).
Перу мадам де Лафайет принадлежит также «историческая новелла» «Графиня Тандская» (фр. La Comtesse de Tende), опубликованная в 1718 году. Кроме того, ей приписывается ещё ряд сочинений, в том числе: «Изабелла, или Испанский любовный дневник» (фр. Isabelle ou Le journal amoureux d'Espagne, 1675, опубл. в 1961 году), «Голландские мемуары»(фр. Memoires d'Hollande, 1678), «Мемуары французского двора за 1688—1689 годы» (фр. Memoires de la Cour de France pour les annees 1688 et 1689, опубликованы в 1731 году).

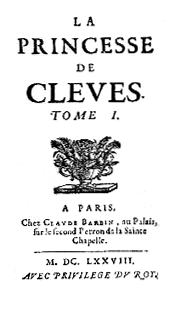
Титульный лист первого издания «Принцессы Клевской»

Наиболее знаменитое сочинение госпожи де Лафайет, роман «Принцесса Клевская» (фр. La Princesse de Clèves), был напечатан анонимно в 1678 году (под именем мадам де Лафайет он вышел лишь в 1780 году). Работа над романом, действие которого разворачивается во времена Генриха II, началась около 1672 года; ещё до публикации он стал известен публике в списках, а сразу же по выходе в свет на страницах журнала «Меркюр Галан» развернулось бурное его обсуждение. Книгу упрекали в неестественном изображении переживаний героев, в плагиате, а главное — в «нерегулярности», несоответствии нормативной эстетике классицизма. Лишь со временем читатели по достоинству оценили новаторский характер романа, глубоко психологическую трактовку вполне традиционного «любовного треугольника», искусное соединение бытовой обыденности (в романе немало исторических подробностей и реальных лиц, в том числе Екатерина Медичи, Мария Стюарт, Франциск II, герцог де Гиз) и высокой символики (отзвуки легенды о Тристане и Изольде). В книге встречается немало максим в духе Ларошфуко, а также ощутимо влияние идей янсенизма и Паскаля; финал её читается как протест по отношению к светской системе ценностей. Эта книга считается одной из основополагающих в истории французской литературы и предвосхищает формирование психологического романа.
Госпожа де Лафайет оставила после себя множество писем, которые ценны и как документальный источник, и как памятник литературы.

## Экранизации
- 1961 — «Принцесса Клевская» Жана Деланнуа. Главную роль сыграла Марина Влади, роль принца Клевского — Жан Маре.
- 2000 — «Письмо» режиссёра Мануэля де Оливейра
- 2001 — «Верность» режиссёра Анджей Жулавский
- 2008 — «Прекрасная смоковница» режиссёра Кристофа Оноре
- 2010 — «Принцесса де Монпансье» Бертрана Тавернье. В главных ролях заняты Мелани Тьерри и Гаспар Ульель.